# سالم بن أبي الجعد
سالم بن أبي الجعد (المتوفي سنة 100 هـ) تابعي كوفي، وأحد رواة الحديث النبوي.

## سيرته
يعد سالم بن أبي الجعد من تابعي أهل الكوفة، وهو مولى بني أشجع أحد بطون قبيلة غطفان. سمع من علماء الكوفة، وأكثر من رواية الحديث النبوي، وكان من السابقين في كتابة الحديث.
توفي سالم بن أبي الجعد سنة 100 هـ، وقيل 101 هـ، في خلافة عمر بن عبد العزيز، وقيل سنة 97 هـ أو 98 هـ في خلافة سليمان بن عبد الملك.

## روايته للحديث النبوي
- روى عن: ثوبان مولى النبي محمد وجابر بن عبد الله بن عمرو بن حرام وعبد الله بن عباس والنعمان بن بشير وعبد الله بن عمرو بن العاص وعبد الله بن عمر بن الخطاب وأنس بن مالك وأبيه أبي الجعد رافع والمغيرة بن شعبة[1] وأنس بن مالك وزياد بن لبيد الأنصاري وسالم بن عبد الله بن عمر بن الخطاب وسبرة بن أبي الفاكه وسلمة بن نعيم بن مسعود الأشجعي وشرحبيل بن السمط وأبي أمامة الباهلي وعبد الله بن سبع وعبد الله بن محمد بن الحنفية وعلي بن علقمة الأنماري وكريب مولى ابن عباس ومعدان بن أبي طلحة والمعرور بن سويد ونبيط وأبي برزة الأسلمي وأبي سعيد الخدري وأبي المليح بن أسامة الهذلي وأبي هريرة وأم الدرداء الصغرى.[2]
- روى عنه: الحكم بن عتيبة وقتادة بن دعامة ومنصور بن المعتمر وسليمان بن مهران الأعمش وحصين بن عبد الرحمن[1] وابنه الحسن بن سالم بن أبي الجعد والحسن بن مروان وعبدة بن أبي لبابة وأبو حصين عثمان بن عاصم الأسدي وعثمان بن المغيرة الثقفي وعمار الدهني وعمرو بن دينار وأبو إسحاق الهمداني وعمرو بن مرة وموسى بن المسيب ويزيد بن أبي زياد.[2]
- الجرح والتعديل: قال عنه ابن سعد: «كان ثقة، كثير الحديث»،[3] وقال الذهبي: «أحد الثقات. كان طلاّبة للعلم»،[1] وقد وثّقه يحيى بن معين وأبو زرعة الرازي والنسائي، كما روى له الجماعة.[2]